# Ernst Kupfer
Pour les articles homonymes, voir Kupfer.
Dr Ernst Kupfer (2 juillet 1907 à Cobourg – tué dans un accident d'avion le 6 novembre 1943) est un oberst allemand ayant servi dans la Luftwaffe au sein de la Wehrmacht pendant la Seconde Guerre mondiale.

## Biographie
Ernst Kupfer a été un as de l'aviation à bord de son Stuka. 

Il a réalisé 636 missions et n'a été descendu que trois fois, tous par des tirs terrestres.
Kupfer a participé à la Bataille de Crète et a joué un rôle dans le naufrage du croiseur britannique HMS Gloucester. Bien qu'opérant contre la ville finlandaise de Cronstadt, il a lâché une bombe de 1 000 kg qui a frappé le cuirassé russe Révolution d'Octobre.
Il se tue dans un accident aérien le 6 novembre 1943 à soixante kilomètres au nord de Thessalonique dans la chaîne de montagne Kerkini lors d'un vol de retour d'une tournée d'inspection au-dessus de la Grèce à bord d'un Heinkel He 111, en raison de mauvaises conditions climatiques. Son corps n'est retrouvé que le 17 novembre.

## Décorations
- Insigne des blessés en Or
- Insigne de combat de la Luftwaffe en Or avec fanion "600"
- Insigne de pilote-observateur
- Bande de bras Kreta
- Croix allemande en or (15 octobre 1942)
- Croix de fer (1939)
  - 2e Classe
  - 1re Classe
- Ehrenpokal der Luftwaffe
- Croix de chevalier de la croix de fer avec feuilles de chêne et glaives
  - Croix de chevalier le 23 novembre 1941 en tant que Hauptmann et Staffelkapitän de la 7./StG 2 "Immelmann"[2]
  - 173e feuilles de chêne le 8 janvier 1943 en tant que Major et Gruppenkommandeur de la II./StG 2 "Immelmann"[2]
  - 62e glaives le 11 avril 1944 (à titre posthume) en tant que Oberst et Geschwaderkommodore de la StG 2 "Immelmann"[2]